# Ampelisca bicarinata
Ampelisca bicarinata är en kräftdjursart som beskrevs av Goeke och Heard 1983. Ampelisca bicarinata ingår i släktet Ampelisca och familjen Ampeliscidae. Inga underarter finns listade i Catalogue of Life.